# Sosnowka (rejon polesski)
Sosnowka (ros. Сосновка) – osiedle w Rosji, w obwodzie królewieckim, w rejonie polesskim. W 2010 liczyło 742 mieszkańców.